# Шама (рід птахів)
Ша́ма (Copsychus) — рід горобцеподібних птахів родини мухоловкових (Muscicapidae). Представники цього роду мешкають в Південній і Південно-Східній Азії, на Мадагаскарі та на Сейшельських островах. 

## Таксономія і систематика
Раніше шам відносили до родини дроздових (Turdidae), однак за результатами низки молекулярно-генетичних досліджень їх було переведено до родини мухоловкових.

## Види
Виділяють тринадцять видів:
- Тарабіла (Copsychus fulicatus)
- Шама індійська (Copsychus saularis)
- Шама рудохвоста (Copsychus pyrropygus)
- Шама мадагаскарська (Copsychus albospecularis)
- Шама сейшельська (Copsychus sechellarum)
- Шама філіпінська (Copsychus mindanensis)[9]
- Шама білогуза (Copsychus malabaricus)
- Шама андаманська (Copsychus albiventris)[10]
- Шама білоголова (Copsychus stricklandii)[11]
- Шама білоброва (Copsychus luzoniensis)
- Copsychus superciliaris[12]
- Шама чорна (Copsychus niger)
- Шама себуйська (Copsychus cebuensis)

## Етимологія
Наукова назва роду Copsychus походить від слова дав.-гр. κοψυχος — чорний дрізд.